# 河野通軌
河野 通軌（かわの みちのり）は、安土桃山時代から江戸時代初期にかけての武将。伊予国の戦国大名河野氏の一族。伊予河野氏の名目的当主であった。養父は河野通直。

## 生涯
生年、没年ともに未詳。
豊臣氏によって大名としての河野氏が、養父通直の代で滅ぼされ、これに不満を持つ旧臣らによる文禄の役に赴く豊臣秀吉の暗殺未遂事件に関わったとされるが、真偽は不明である。
慶長5年（1600年）の関ヶ原の戦いでは、支援者である毛利氏に同調して西軍に与し、安芸国より毛利輝元の家臣・宍戸景好（宍戸景世・河野通軌と同一人物説あり）や桂元綱および同じく毛利氏に庇護されていた浪人・村上武吉、村上元吉、因島村上吉忠、曽根景房らの諸将と松山沖の興居島を経て9月17日に伊予国三津浜に上陸、河野家の旧領回復を目指して兵2500を率いて攻め入った（四国攻め）。伊予では平岡直房ら一部の旧河野家臣もこれに同調して蜂起した。
攻められた松前城（正木城）は城主加藤嘉明が国を空けており、兵数的にも手薄であった。侵攻軍は豊臣秀頼の朱印状を示して開城を迫ったが、嘉明の老臣の佃十成らは返答の引き延ばしを行った。その夜、楽観していた侵攻軍に対し、佃十成や足立重信らが兵200を率いて三津で夜襲と火攻めを敢行、村上元吉、曽根景房らが討たれた（三津浜夜襲）。
河野軍（現地蜂起勢も含む）は久米如来寺など数か所の城砦に立て籠もるが、それぞれ加藤軍の攻撃を受けた。如来寺の河野軍を平岡直房が指揮して反撃を加え、佃は負傷し黒田直次を討取るが、蜂起した一揆勢もことごとく鎮圧され、河野氏らは道後山に逃れた。その後、侵攻軍（毛利勢）は北方、すなわち毛利領が近い海岸本面へ撤退した。ただし加藤軍にも徹底追撃する兵の余裕はなく、23日の小戦闘が行われたその夜、両軍に関ヶ原の東軍勝利の知らせが届くと、毛利勢は撤退した。
河野氏の伊予国再興はならなかった。通軌は撤退後、毛利氏の家臣として仕え、山口で没したとされている。

## 通軌と宍戸景好
通軌と宍戸景好は同一人物とされているが、「三丘宍戸家系」「宍戸系譜」「防長諸家系譜」には景好と通軌の関連については記されていない。また、宍戸景世（平岡通賢と同一人物説あり）が通軌であったともされる。「河野家譜 築山本」では、通直の後に宍戸氏出身の人物が河野氏を継ぎ、通軌と名乗ったとされ、同書は後に通軌が周防国山口で死去したと記している。しかし、通軌と自称した人物の存在を証明するものは確認されていない。